# Список премьер-министров федеральных земель Германии
Список премьер-министров федеральных земель Германии содержит все правительства федеральных земель с 1945 года.

## Действующие премьер-министры
В следующей таблице представлены нынешние премьер-министры земель ФРГ. (По состоянию на 1 марта 2025).
| Земля                         | Глава правительства | Фотография        | Дата рождения    | Партия          | Партия          | Вступление в должность | Следующие выборы | Правительство         | Правящие партии                                              | Заместитель       | Партия               | Партия |
| ----------------------------- | ------------------- | ----------------- | ---------------- | --------------- | --------------- | ---------------------- | ---------------- | --------------------- | ------------------------------------------------------------ | ----------------- | -------------------- | ------ |
| Баден-Вюртемберг              | Винфрид Кречман     |                   | 17 мая 1948      | Союз 90/Зелёные |                 | 12 мая 2011            | Весна 2026       | Кабинет Кречмана III  | Союз 90/Зелёные, ХДС                                         | Томас Штробль     | ХДС                  |        |
| Бавария                       | Маркус Зёдер        |                   | 5 января 1967    | ХСС             |                 | 16 марта 2018          | 2028             | Кабинет Зёдера II     | ХСС, Свободные избиратели                                    | Хуберт Айвангер   | Свободные избиратели |        |
| Берлин                        | Кай Вегнер          |                   | 15 сентября 1972 | ХДС             |                 | 27 апреля 2023         | Осень 2026       | Сенат Вегнера         | ХДС, СДПГ                                                    | Франциска Гиффай  | СДПГ                 |        |
| Бранденбург                   | Дитмар Войдке       |                   | 22 октябрь 1961  | СДПГ            |                 | 28 августа 2013        | Осень 2029       | Кабинет Войдке IV     | СДПГ, ХДС, Союз 90/Зеленые                                   | Михаэль Штюбген   | ХДС                  |        |
| Бранденбург                   | Дитмар Войдке       | Урсула Ноннемахер | 22 октябрь 1961  | СДПГ            | Союз 90/Зеленые | 28 августа 2013        | Осень 2029       | Кабинет Войдке IV     | СДПГ, ХДС, Союз 90/Зеленые                                   |                   |                      |        |
| Бремен                        | Андреас Бовеншульте |                   | 11 августа 1965  | СДПГ            |                 | 15 августа 2019        | Весна 2027       | Сенат Бовеншульте     | Красно-красно-зелёная коалиция: СДПГ, Левые, Союз 90/Зеленые | Майке Шефер       | Союз 90/Зеленые      |        |
| Гамбург                       | Петер Ченчер        |                   | 20 января 1966   | СДПГ            |                 | 28 марта 2018          | Весна 2025       | Сенат Ченчера II      | СДПГ, Союз 90/Зеленые                                        | Катарина Фегебанк | Союз 90/Зеленые      |        |
| Гессен                        | Борис Рейн          |                   | 2 января 1972    | ХДС             |                 | 31 мая 2022            | 2028             | Кабинет Рейна II      | ХДС, Союз 90/Зеленые                                         | Тарек Аль-Вазир   | Союз 90/Зеленые      |        |
| Мекленбург-Передняя Померания | Мануэла Швезиг      |                   | 23 мая 1974      | СДПГ            |                 | 4 июля 2017            | Осень 2026       | Кабинет Швезиг II     | СДПГ, Левая                                                  | Симоне Ольденбург | Левая                |        |
| Нижняя Саксония               | Штефан Вайль        |                   | 15 декабря 1958  | СДПГ            |                 | 19 февраля 2013        | Осень 2027       | Кабинет Вайля III     | СДПГ, Союз 90/Зеленые                                        | Юлия Гамбург      | Союз 90/Зеленые      |        |
| Северный Рейн-Вестфалия       | Хендрик Вюст        |                   | 19 июля 1975     | ХДС             |                 | 27 октября 2021        | Весна 2027       | Кабинет Вюста II      | ХДС, Союз 90/Зеленые                                         | Мона Нойбаур      | Союз 90/Зеленые      |        |
| Рейнланд-Пфальц               | Малу Драйер         |                   | 6 февраля 1961   | СДПГ            |                 | 16 января 2013         | Весна 2026       | Кабинет Драйер III    | СДПГ, Союз 90/Зеленые, СвДП                                  | Катарина Бинц     | Союз 90/Зеленые      |        |
| Саар                          | Анке Релингер       |                   | 6 апреля 1976    | СДПГ            |                 | 25 апреля 2022         | Весна 2027       | Кабинет Релингер      | СДПГ                                                         | Юрген Барке       | СДПГ                 |        |
| Саксония                      | Михаэль Кречмер     |                   | 7 мая 1975       | ХДС             |                 | 13 декабря 2017        | 2029             | Кабинет Кречмера III  | ХДС, Союз 90/Зеленые, СДПГ                                   | Вольфрам Гюнтер   | Союз 90/Зеленые      |        |
| Саксония                      | Михаэль Кречмер     | Мартин Дулиг      | 7 мая 1975       | ХДС             | СДПГ            | 13 декабря 2017        | 2029             | Кабинет Кречмера III  | ХДС, Союз 90/Зеленые, СДПГ                                   |                   |                      |        |
| Саксония-Анхальт              | Райнер Хазелофф     |                   | 19 февраля 1954  | ХДС             |                 | 19 апреля 2011         | Лето 2026        | Кабинет Хазелоффа III | ХДС, СДПГ, СвДП                                              | Армин Виллингман  | СДПГ                 |        |
| Саксония-Анхальт              | Райнер Хазелофф     | Лидия Хюскенс     | 19 февраля 1954  | ХДС             | СвДП            | 19 апреля 2011         | Лето 2026        | Кабинет Хазелоффа III | ХДС, СДПГ, СвДП                                              |                   |                      |        |
| Шлезвиг-Гольштейн             | Даниэль Гюнтер      |                   | 24 июля 1973     | ХДС             |                 | 28 июня 2017           | Весна 2027       | Кабинет Гюнтера II    | ХДС, Союз 90/Зеленые                                         | Моника Хайнольд   | Союз 90/Зеленые      |        |
| Тюрингия                      | Марио Фогт          |                   | 8 февраля 1977   | ХДС             |                 | 12 декабря 2024        | Осень 2029       | Кабинет Фогта         | ХДС, СДПГ, ССВ                                               |                   |                      |        |
| Тюрингия                      | Марио Фогт          |                   | 8 февраля 1977   | ХДС             |                 | 12 декабря 2024        | Осень 2029       | Кабинет Фогта         | ХДС, СДПГ, ССВ                                               |                   |                      |        |

## Земли

### Баден-Вюртемберг

Местоположение на карте Германии
Герб
Флаг
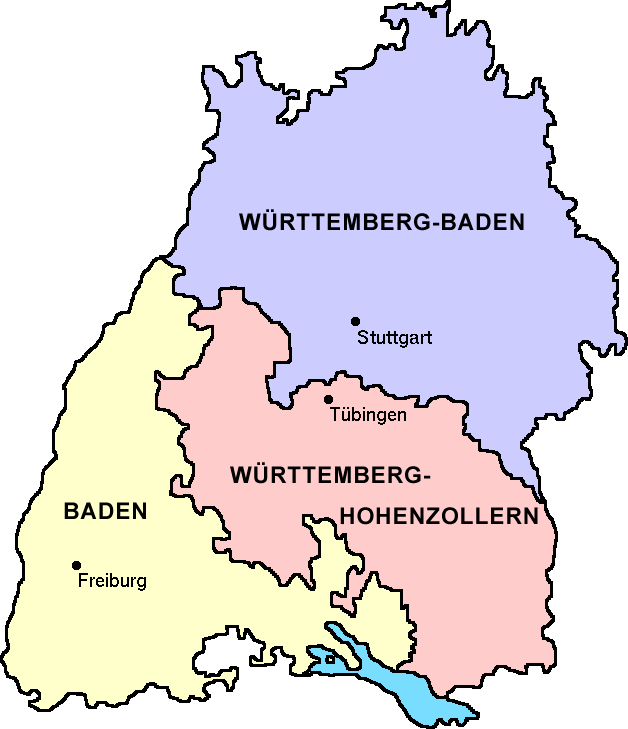
Предшественники земли Баден-Вюртемберг с 1945 по 1952
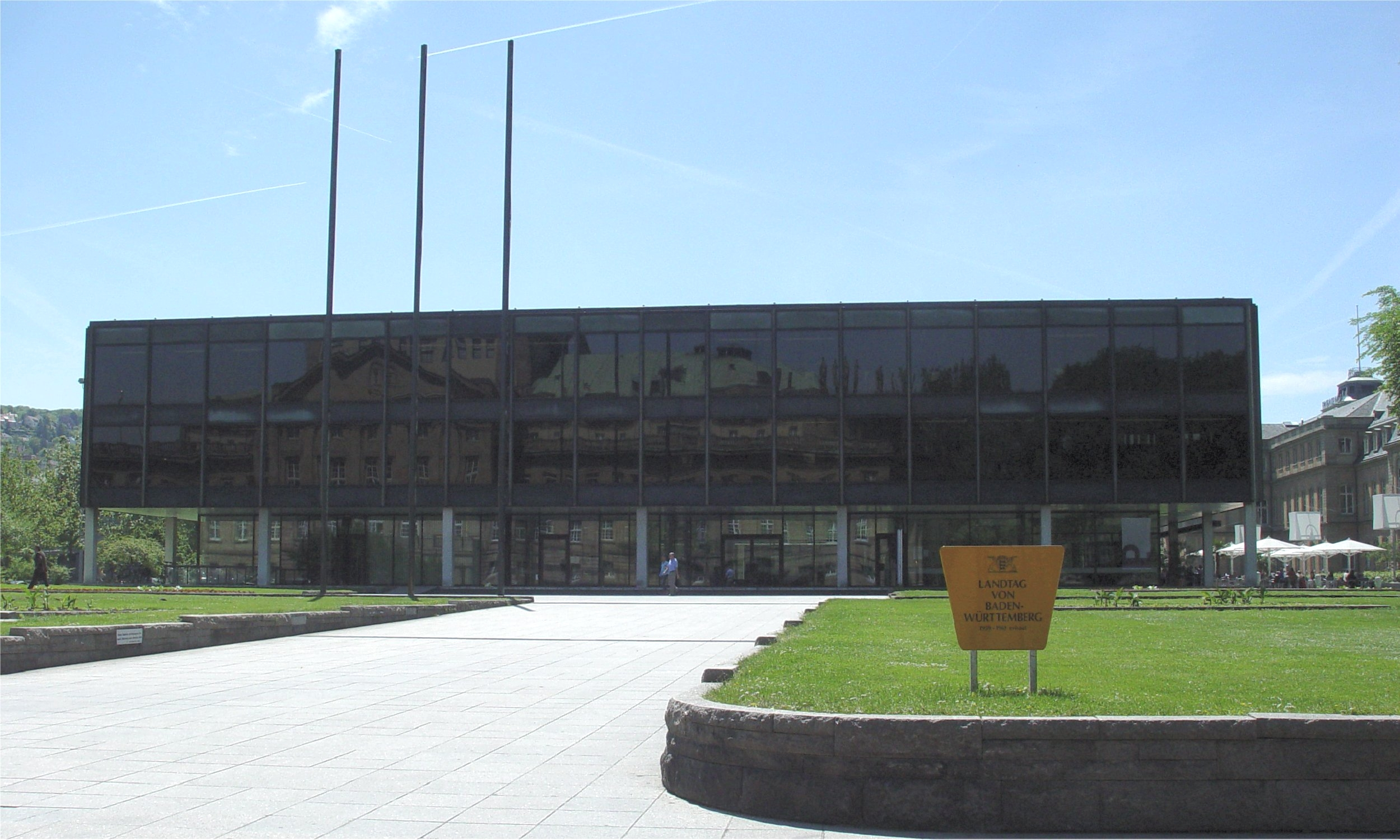
Здание ландтага в Штутгарте

| Предшествующие земли с 1945 по 1952: | Предшествующие земли с 1945 по 1952: | Предшествующие земли с 1945 по 1952: | Предшествующие земли с 1945 по 1952: | Предшествующие земли с 1945 по 1952: | Предшествующие земли с 1945 по 1952: |
| ------------------------------------ | --- | --- | --- | --- | --- |
| Баден                                | | | | | |
| Срок пребывания в должности          | Премьер—министр | Партия | Правительство | Примечания | Фотография |
| 2 июня 1945 — 3 декабря 1946         | Министерский Совет при переходном председателе: Альфред Бунд (БХСНП), Карл Отт (беспартийный), Адольф Шварц (умер 3 июня 1945), Пауль Хаусер (ДемП, с 4 июня 1945), Людвиг Гантер, Пауль Цюрхер (БСХНП, с 1 января 1946), Фридрих Ляйббрандт, Филипп Марцлофф и Карл Диц (БХСНП, с 20 февраля 1946) | Министерский Совет при переходном председателе: Альфред Бунд (БХСНП), Карл Отт (беспартийный), Адольф Шварц (умер 3 июня 1945), Пауль Хаусер (ДемП, с 4 июня 1945), Людвиг Гантер, Пауль Цюрхер (БСХНП, с 1 января 1946), Фридрих Ляйббрандт, Филипп Марцлофф и Карл Диц (БХСНП, с 20 февраля 1946) | Министерский Совет при переходном председателе: Альфред Бунд (БХСНП), Карл Отт (беспартийный), Адольф Шварц (умер 3 июня 1945), Пауль Хаусер (ДемП, с 4 июня 1945), Людвиг Гантер, Пауль Цюрхер (БСХНП, с 1 января 1946), Фридрих Ляйббрандт, Филипп Марцлофф и Карл Диц (БХСНП, с 20 февраля 1946) | Министерский Совет при переходном председателе: Альфред Бунд (БХСНП), Карл Отт (беспартийный), Адольф Шварц (умер 3 июня 1945), Пауль Хаусер (ДемП, с 4 июня 1945), Людвиг Гантер, Пауль Цюрхер (БСХНП, с 1 января 1946), Фридрих Ляйббрандт, Филипп Марцлофф и Карл Диц (БХСНП, с 20 февраля 1946) | Министерский Совет при переходном председателе: Альфред Бунд (БХСНП), Карл Отт (беспартийный), Адольф Шварц (умер 3 июня 1945), Пауль Хаусер (ДемП, с 4 июня 1945), Людвиг Гантер, Пауль Цюрхер (БСХНП, с 1 января 1946), Фридрих Ляйббрандт, Филипп Марцлофф и Карл Диц (БХСНП, с 20 февраля 1946) |
| 3 декабря 1946 — 25 апреля 1952      | Лео Волеб | БХСНП затем: ХДС | Государственный секретариат Вохлеба, Кабинет Вохлеба I, II, III | Официальное название сначала «Секретарь», с 1947 «Президент» | Лео Вохлеб (слева) |
| Вюртемберг—Баден                     | | | | | |
| Срок пребывания в должности          | Премьер—министр | Партия | Правительство | Примечания | Фотография |
| 24 сентября 1945 — 25 апреля 1952    | Рейнгольд Майер | ДНП | Кабинет Майера I, II, III | Сначала утвердили в США, в 1947 демократически избрали | |
| Вюртемберг—Гогенцоллерн              | | | | | |
| Срок пребывания в должности          | Премьер—министр | Партия | Правительство | Примечания | Фотография |
| 9 декабря 1946 — 8 июля 1947         | Карлo Шмид | СДПГ | Кабинет Шмида II | Назначили во Франции | Карл Шмид (слева) |
| 8 июля 1947 — 3 августа 1948         | Лоренц Бок | ХДС | Кабинет Бока | Умер в офисе | Лоренц Бок (слева) |
| 3 августа 1948 — 13 августа 1948     | Карлo Шмид | SPD | — | Временный | |
| 13 августа 1948 — 25 апреля 1952     | Гебхард Мюллер | ХДС | Кабинет Мюллера | | |
| с 1952:                              | | | | | |
| Баден—Вюртемберг                     | | | | | |
| Срок пребывания в должности          | Премьер—министр | Партия | Правительство | Примечания | Фотография |
| 25 апреля 1952 — 7 октября 1953      | Рейнгольд Майер | ДНП/СвДП | Кабинет Майера | Отставка после плохих результатов СвДП в Баден-Вюртемберге на парламентских выборах в 1953 году | |
| 7 октября 1953 — 17 декабря 1958     | Гебхард Мюллер | ХДС | Кабинет Мюллера I, II | Отставка из-за предстоящих выборов президента Конституционного суда | |
| 17 декабря 1958 - 1 декабря 1966     | Курт Георг Кизингер | ХДС | Кабинет Кизингера I, II, III | Отставка из-за предстоящих выборов Канцлера ФРГ | |
| 1 декабря 1966 — 16 декабря 1966     | Вольфганг Гаусман | СвДП/ДНП | — | временно | |
| 16 декабря 1966 — 30 августа 1978    | Ганс Фильбингер | ХДС | Кабинет Фильбингера I, II, III, IV | Отставка из-за «дела Фильбингера» | |
| 30 августа 1978 — 13 января 1991     | Лотар Шпет | ХДС | Кабинет Шпета I, II, III, IV | Отставка из-за «дела Traumschiff» | |
| 13 января 1991 — 29 апреля 2005      | Эрвин Тойфель | ХДС | Кабинет Тойфеля I, II, III, IV | Отставка из-за преклонного возраста | |
| 29 апреля 2005 — 9 февраля 2010      | Гюнтер Эттингер | ХДС | Кабинет Эттингера I, II | Отставка в связи с предстоящим назначением на пост европейского комиссара по энергетике | |
| 10 февраля 2010 — 12 мая 2011        | Штефан Маппус | ХДС | Кабинет Маппуса | Потеря должности после поражения на выборах в Баден-Вюртемберге в 2011 году | |
| 12 мая 2011 —                        | Винфрид Кречман | Союз 90/Зелёные | Кабинет Кречмана I, II, III | | |

### Бавария

Местоположение на карте Германии
Герб
Флаг
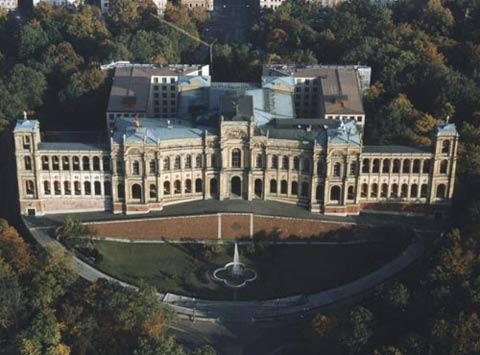
Здание ландтага

| Срок пребывания в должности        | Премьер-министр    | Партия | Правительство                   | Примечания                                                                               | Фотография         |
| ---------------------------------- | ------------------ | ------ | ------------------------------- | ---------------------------------------------------------------------------------------- | ------------------ |
| 28 мая 1945 — 28 сентября 1945     | Фриц Шеффер        | ХСС    | Кабинет Шеффера                 | Назначен США                                                                             |                    |
| 28 сентября 1945 — 21 декабря 1946 | Вильгельм Хёгнер   | СДПГ   | Кабинет Хёгнера I               | Назначен США                                                                             |                    |
| 21 декабря 1946 — 14 декабря 1954  | Ханс Эхард         | ХСС    | Кабинет Эхарда I, II, III       |                                                                                          |                    |
| 14 декабря 1954 — 16 октября 1957  | Вильгельм Хёгнер   | СДПГ   | Кабинет Хёгнера II              | Отставка после потери большинства в ландтаге                                             |                    |
| 16 октября 1957 — 26 января 1960   | Ханнс Зайдель      | ХСС    | Кабинет Зайделя I, II           | Отставка по состоянию здоровья                                                           |                    |
| 26 января 1960 — 11 декабря 1962   | Ханс Эхард         | ХСС    | Кабинет Эхарда IV               |                                                                                          |                    |
| 11 декабря 1962 — 7 ноября 1978    | Альфонс Гоппель    | ХСС    | Кабинет Гоппеля I, II, III, IV  |                                                                                          |                    |
| 7 ноября 1978 — 3 октября 1988     | Франц Йозеф Штраус | ХСС    | Кабинет Штрауса I, II, III      | Умер                                                                                     |                    |
| 19 октября 1988 — 28 мая 1993      | Макс Штрайбль      | ХСС    | Кабинет Штрайбля I, II          | Отставка из—за «дела Амиго»                                                              | Штрйбль (в центре) |
| 28 мая 1993 — 9 октября 2007       | Эдмунд Штойбер     | ХСС    | Кабинет Штойбера I, II, III, IV | Отставка                                                                                 |                    |
| 9 октября 2007 — 27 октября 2008   | Гюнтер Бекштайн    | ХСС    | Кабинет Бекштайна               | Отставка после значительной потери голосов после выборов в 2008 году в баварский ландтаг |                    |
| 27 октября 2008 — 14 марта 2018    | Хорст Зеехофер     | ХСС    | Кабинет Зеехофера I, II         | Отставка из-за назначения на пост министра внутренних дел Германии                       |                    |
| 16 марта 2018 —                    | Маркус Зёдер       | ХСС    | Кабинет Зёдера I, II            |                                                                                          |                    |

### Берлин

Местоположение на карте Германии
Герб
Флаг
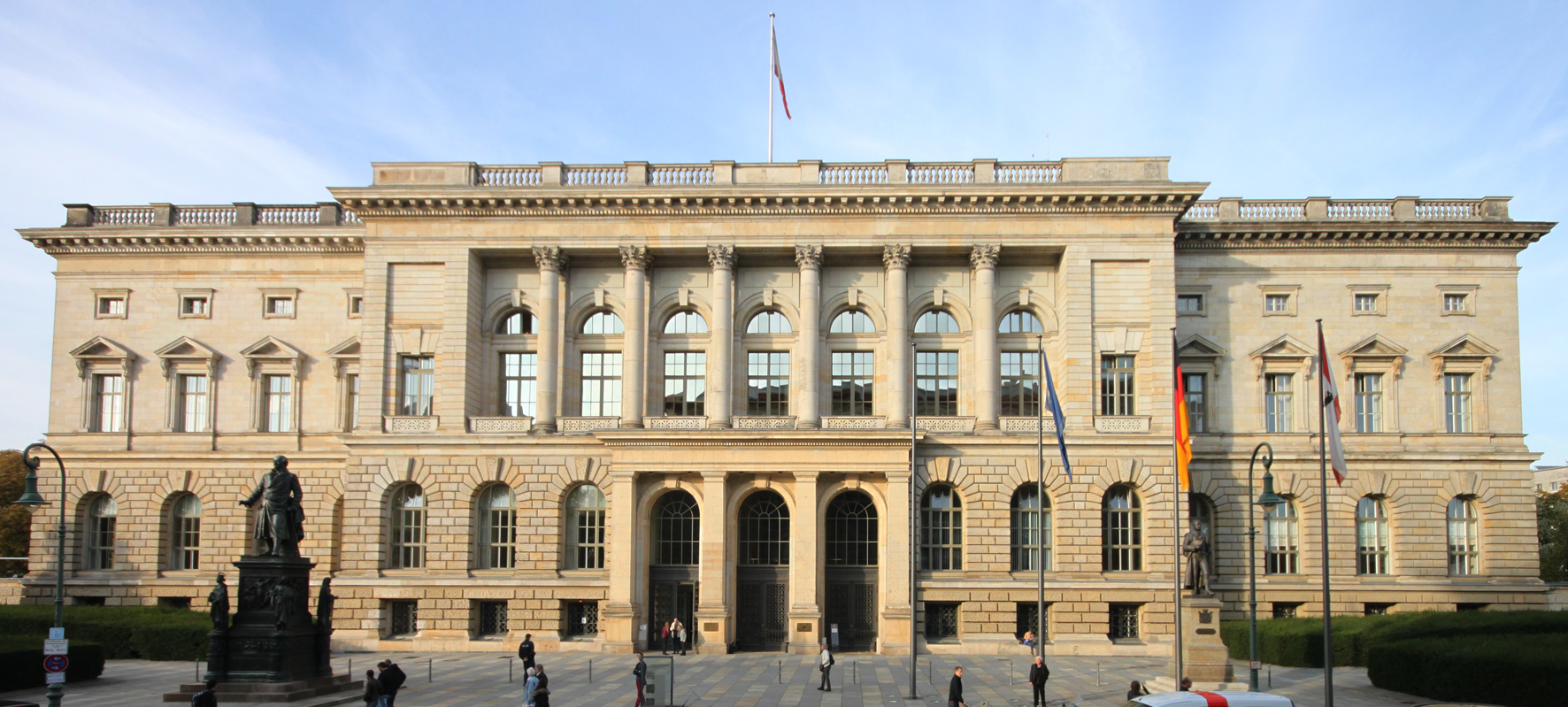
Здание Ландтага

| с 1945 по 1948 | с 1945 по 1948                                           | с 1945 по 1948 | с 1945 по 1948           | с 1945 по 1948 | с 1945 по 1948         |
| Большой Берлин | Большой Берлин                                           | Большой Берлин | Большой Берлин           | Большой Берлин | Большой Берлин         |
| Срок пребывания в должности | Премьер-министр                                          | Партия         | Правительство            | Примечания | Фотография             |
| --- | -------------------------------------------------------- | -------------- | ------------------------ | --- | ---------------------- |
| 17 мая 1945 — 5 декабря 1946 | Артур Вернер                                             | беспартийный   | Магистрат Вернера        | Утвержден в СССР |                        |
| 5 декабря 1946 — 17 апреля 1947 | Отто Островски                                           | СДПГ           | Магистрат Островского    | Снят собственной фракцией вотумом недоверия из-за разногласий по поводу того, что делать с СЕПГ                               |                        |
| 8 Mai 1947 — 7 Dezember 1948 | Луиза Шрёдер                                             | СДПГ           | Магистрат Шрёдер         | временно; Эрнст Рейтер 24 июня 1947 года избран обер-бургомистром, но советская военная администрация отказалась признать это |                        |
| с 1948 по 1991: Политический статус Берлина с 1948 года сложный Западный Берлин имел представителей в Бундестаге и Бундесрате, но они не имели права голоса Восточный Берлин имеет статус столицы ГДР |                                                          |                |                          | |                        |
| Западный Берлин |                                                          |                |                          | |                        |
| Срок пребывания в должности | Правящий бургомистр (до 11 января 1951: Обер-бургомистр) | Партия         | Сенат                    | Примечания | Фотография             |
| 7 декабря 1948 — 29 сентября 1953 | Эрнст Рейтер                                             | СДПГ           | Сенат Рейтера            | Умер на посту |                        |
| 22 октября 1953 — 11 января 1955 | Вальтер Шрайбер                                          | ХДС            | Сенат Шрайбера           | Потеря должности после поражения на выборах                                                                                   |                        |
| 11 января 1955 — 30 августа 1957 | Отто Зур                                                 | СДПГ           | Сенат Зура               | Умер на посту | Otto Suhr (Mitte)      |
| 30 августа 1957 — 3 октября 1957 | Франц Амрен                                              | ХДС            | Сенат Зура               | временно | Франц Амрен (слева)    |
| 3 октября 1957 — 1 декабря 1966 | Вилли Брандт                                             | СДПГ           | Сенат Брандта I, II, III | Отставка из—за назначения на пост министра иностранных дел и вице—канцлера Германии                                           |                        |
| 14 декабря 1966 — 19 октября 1967 | Генрих Альберц                                           | СДПГ           | Сенат Альберца I, II     | Временно с 1 декабря 1966 года Отставка после расстрела Бенно Онезорга на мирной демонстрации 2 июня в Западном Берлине       | Генрих Альберц (слева) |
| 19 октября 1967 — 2 мая 1977 | Клаус Шюц                                                | СДПГ           | Сенат Шюца I, II, III    | Отставка после нескольких финансовых скандалов                                                                                |                        |
| 2 мая 1977 — 23 января 1981 | Дитрих Штоббе                                            | СДПГ           | Сенат Штоббе I,II        | Отставка | Дитрих Штоббе (справа) |